# Dom van Halberstadt
Dit overzicht is mogelijk incompleet; u kunt helpen door het uit te breiden.

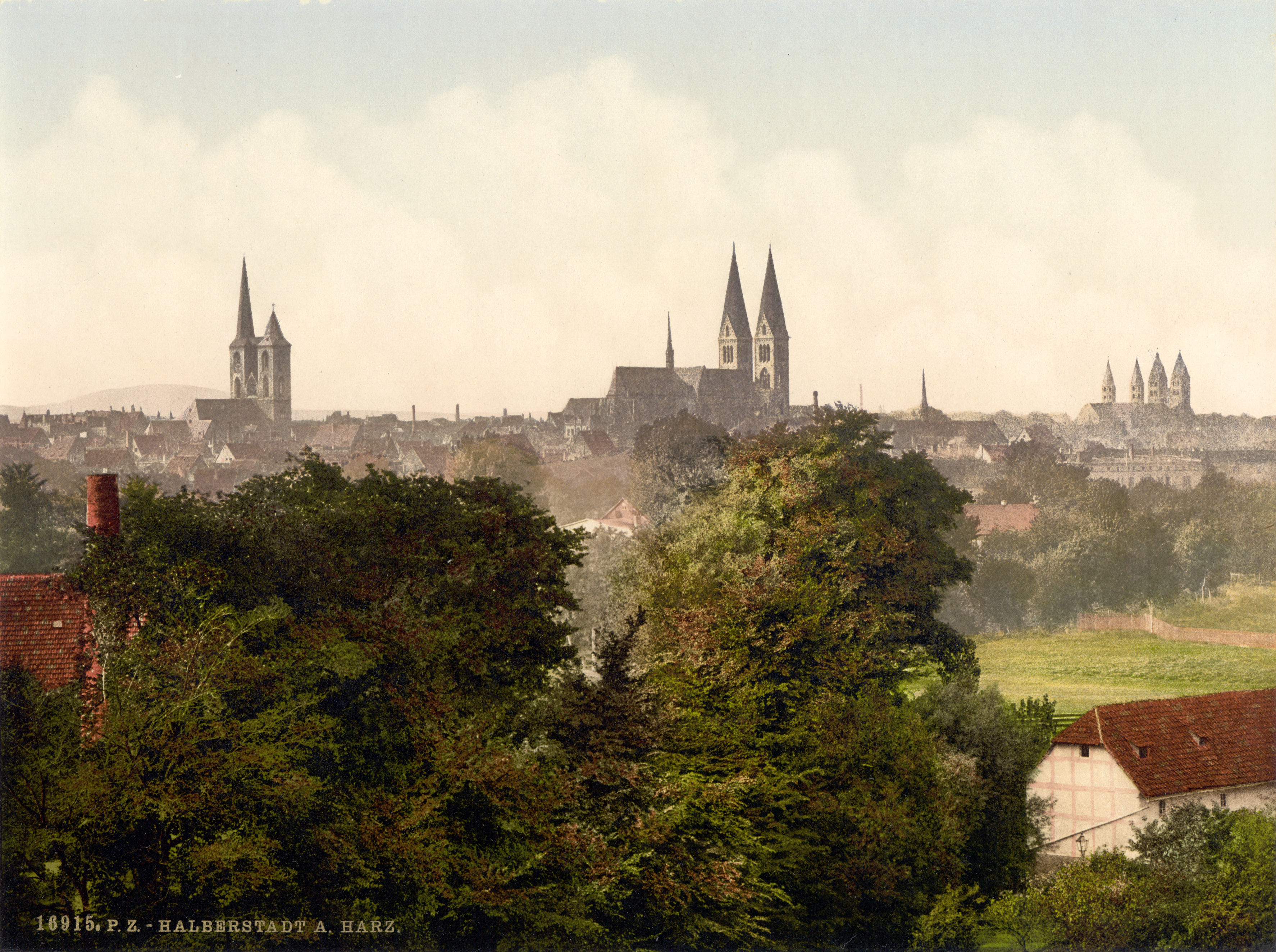
Stadsgezicht op Halberstadt (voor 1900) met de hoofdkerken met links de Sint-Martinuskerk, de dom in het midden en rechts de Onze-Lieve-Vrouwekerk.

De protestantse Dom St. Stefanus en St. Sixtus in het ten noorden van de Harz gelegen Halberstadt is een van de weinige grote gotische kerken in Duitsland die net als de Franse kathedralen als kruisbasiliek en niet als hallenkerk is gebouwd. De dom ligt op het oostelijk deel van de Domberg en wordt omringd door een ensemble van romaanse, barokke, neogotische en moderne gebouwen in het zuidwesten van het centrum van de in de Tweede Wereldoorlog zwaar beschadigde stad Halberstadt. Ten zuiden van de Dom bevindt zich in de gebouwen rond de kruisgang de schatkamer met daarin een grote collectie middeleeuws textiel.